# Elizabeth Alexander
Frances Elizabeth Somerville Alexander (rozená Caldwellová 13. prosince 1908 Merton, Surrey – 15. října 1958 Nigérie) byla britská geoložka, fyzička a akademička. Její válečná práce s radarem a rádiem vedla k ranému rozvoji radioastronomie a její poválečná práce o geologii Singapuru je považována za významný základ pro současný výzkum.
V letech 1938 až 1941 pracovala v Radio Direction Finding na námořní základně v Singapuru. Od ledna 1941 se stala vedoucí operačního výzkumu Radio Development Lab ve Wellingtonu na Novém Zélandu.
V roce 1945 Frances správně usoudila, že anomální radarové signály zachycené na ostrově Norfolk byly způsobeny sluncem. Tato interpretace se stala průkopnickou prací v oblasti radioastronomie, čímž se stala jednou z prvních vědkyň, které v této oblasti pracovaly.
V roce 2017 byla vybrána jako jedna ze 150 žen projektu Královské společnosti Te Apārangi, který dokumentuje přínos žen k poznání na Novém Zélandu. Tato společnost je nezávislá a nezisková organizace, která poskytuje financování a politické poradenství v oblasti přírodních a humanitních věd.

## Mládí a studium

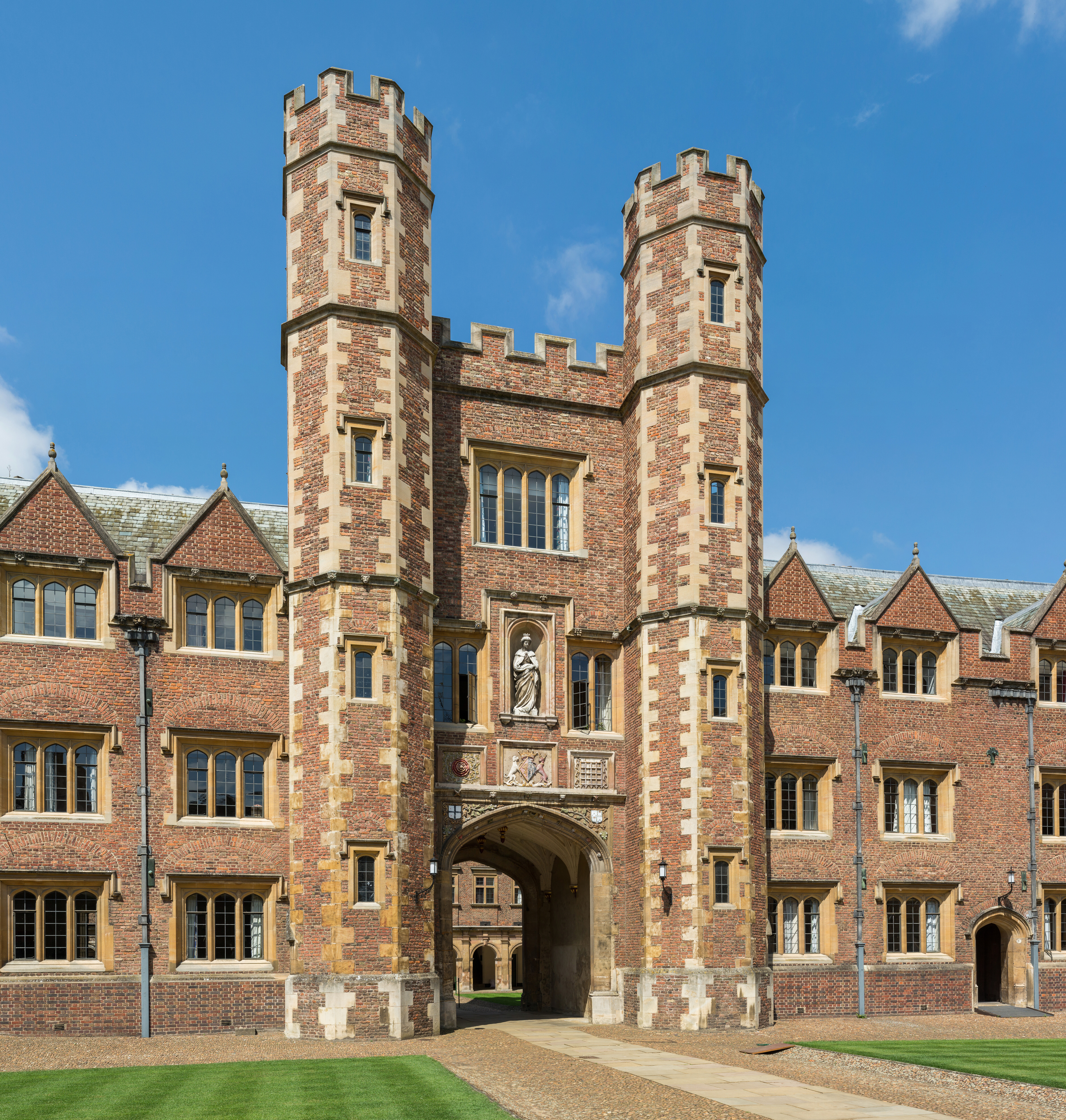
Univerzita v Cambridge

Narodila se jako Frances Elizabeth Somerville Caldwell 13. prosince 1908 v Mertonu v Surrey. Část svého mládí strávila v Indii, kde byl její otec K.S.Caldwell, profesorem na Patna College. Po založení Patna Science College v roce 1928 se stal jejím ředitelem. 
V roce 1918 se Frances vrátila do Spojeného království, kde začala chodit na střední školu, poté navštěvovala Newnham College v Cambridgi a studoval přírodní vědy, zpočátku se zaměřením na fyziku. Pro její dobré studijní výsledky jí bylo nabídnuto místo na Somerville College v Oxfordu a Girton College v Cambridgi. Absolvovala s vyznamenáním v roce 1931, poté získala doktorát z geologie za práci o fosilním vápenci (aymestry limestone) pod vedením Owena Thomase Jonese. Byla členkou Sedgwickova klubu spolu s kolegyněmi geoložkami Dorothy Hill a Constance Richardson, neboť až do roku 1945, kdy byla udělena rovná práva i ženám, se nemohla stát řádnou členkou Cambridgeské univerzity.
V červenci 1935 se Frances provdala za fyzika Normana Alexandra z Nového Zélandu. Když její manžel přijal místo profesora fyziky na Raffles College v Singapuru, Frances odcestovala s ním a začala studovat zvětrávání hornin v tropickém pásmu. Zvláště se zajímala o erozi. Začala experimentovat s umísťováním vzorků do skal (pohřbené vzorky), aby je později porovnala s laboratorními vzorky. Během pobytu v Singapuru se jí narodily tři děti – William (1937), Mary (1939) a Bernice (1941). 

## Během války

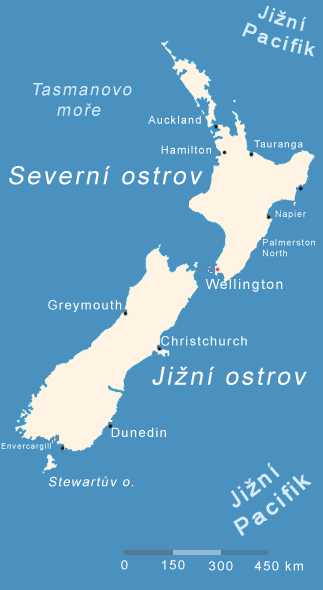
Mapa Nového Zélandu

V letech 1940 až 1941 měla Frances hodnost kapitána námořní zpravodajské služby a pracovala na rádiovém vyhledávání směru na námořní základně v Singapuru. Dne 4. ledna 1942 musela na základě rozkazu odvézt své děti do bezpečí. Byli evakuováni na Nový Zéland létajícím člunem Short S23 C. Po pádu Singapuru 15. února musela zůstat na Novém Zélandu a šest měsíců neměla žádné informace o svém manželovi. Dokonce byla mylně informována, že je mrtvý. 
V roce 1942 během pobytu na Novém Zélandu se Frances stala vedoucím oddělení operačního výzkumu Radio Development Laboratory ve Wellingtonu, kde zůstala až do roku 1945. Tam byla zodpovědná za většinu rádiového a radarového výzkumu. Ve spolupráci s Washington State College se také zabývala rádiovou meteorologií, vývojem mikrovlnného radarového programu a výzkumem anomálního šíření vln, který po válce vyústil v mezinárodním projektu Canterbury. V roce 1945 Frances identifikovala „Norfolkský ostrovní efekt“ jako sluneční záření. Tento objev znamenal začátek australské radioastronomie. Nový Zéland opustila na konci války v roce 1945.
Frances Alexander a Ruby Payne-Scott byly prvními ženami, která pracovaly v oblasti radioastronomie. Frances ale vždy považovala radioastronomii pouze za práci, kterou jí přinesla válka. Ihned po jejím skončení se vrátila ke geologii a již nikdy nepracovala v radioastronomii. 
Zatímco Frances pracovala na Novém Zélandu, její manžel pokračoval jako vědecký poradce ozbrojených sil v Singapuru a pomáhal v Singapurské všeobecné nemocnici, když bylo jeho pracoviště Raffles College obsazeno. V nemocnici udržoval rentgenové přístroje v chodu až do pádu Singapuru. Spolu s vedoucím zdravotnickým personálem nemocnice byl internován v Changi a pak v táborech Sime Road.

## Po válce
V září 1945 se Frances znovu setkala se svým manželem na Novém Zélandu, když dostal povinnou šestiměsíční nemocenskou dovolenou. V březnu 1946 se vrátil do Singapuru, aby obnovil katedry fyziky a chemie na Raffles College. Obě katedry byly vyrabovány, profesor chemie i docent byli mrtví. Frances ukončila svou práci ve Wellingtonu a vzala své děti do Anglie, kde je nechala u své sestry. Připojila se ke svému muži, zakoupili vybavení pro vysokou školu a pak se společně vrátili do Singapuru.

### Singapur

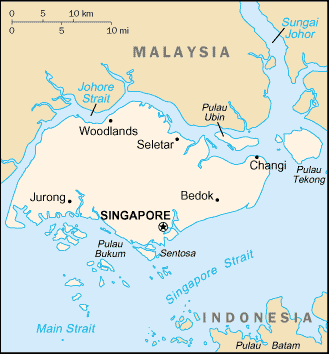
Mapa Singapuru

Po návratu do Singapuru působila Frances jako registrátor pro přeměnu Raffles College na Malajskou univerzitu. Snažila se obnovit svou práci na tropickém počasí, nicméně laboratoř v jejím domě byla zničena a během stavby silnic byl odstraněn vrchol kopce, který použila pro triangulaci. To znemožnilo lokalizovat její pohřbené experimentální vzorky a dále na nich pracovat. 
Frances se později vrátila do Anglie, zatímco její manžel zůstal v Singapuru a na Novém Zélandu. V roce 1947, když jejich děti začaly navštěvovat internátní školu, se celá rodina vrátila do Singapuru a manželé začali opět pracovat na Raffles College. 
V roce 1949 se Frances stala hlavním geologem singapurské vlády. Provedla průzkum ostrova a v roce 1950 publikovala zprávu, která obsahovala první geologickou mapu Singapuru. Byla to jedna z nejkomplexnějších prací o obecné geologii Singapuru. Jedním z hlavních úkolů Frances bylo posoudit množství žuly a dalších užitečných hornin a minerálů na ostrově. Dospěla k závěru, že zdroje žuly by měly vydržet 500 let. Byla také zodpovědná za zavedení názvu "Murai Schist - silně štěpený sediment“, který se vyskytoval v části formace Jurong (sedimentární skalní útvar v jihozápadní části ostrova Singapur). Frances také vytvořila první zdokumentovanou sbírku fosilií v oblasti Ayer Chawan Facies.

### Nigérie

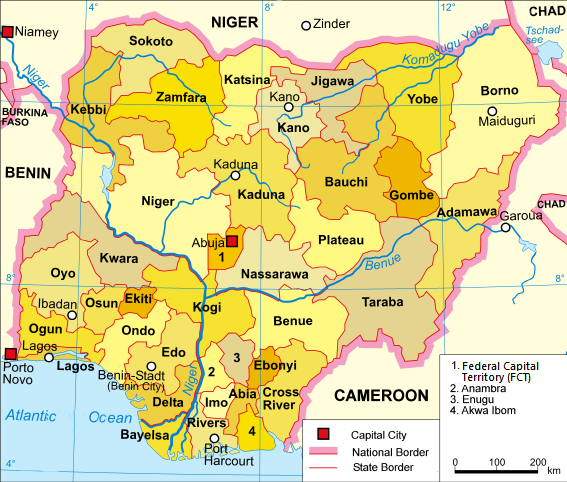
Mapa Nigérie – správní teritoria

V roce 1952 se manželé Alexanderovi přestěhovali do Ibadanu v Nigérii, hlavního města federálního teritoria Oyo. Oba zde dostali místo na University College Ibadan. Frances získala práci lektorky půdních věd a pracovala v agronomii, vědě o půdě a zemědělské výrobě. Její manžel Norman se stal předsedou fyzikální fakulty.
Ještě jednou se Frances vrátila ke své práci v Singapuru. Jednomu zaměstnanci Raffles College v Singapuru se totiž podařilo najít jeden z experimentálních vzorků, který Frances pohřbila do horniny. Zařídil, aby byl odeslán na výzkumnou stanici Rothamsted poblíž Londýna. Frances jej pak prozkoumala během své roční dovolené v Anglii.
University College Ibadan v Nigerii otevřela v roce 1958 oddělení geologie a jmenovala Frances docentkou a vedoucí oddělení. Jen tři týdny po nástupu na nové místo dostala infarkt a zemřela o týden později 15. října 1958 ve věku 49 let. 

## Publikace
V letech 1951 až 1957 publikovala Frances řadu geologických prací, které napsala během svého doktorského studia v Anglii a své vědecké práce v Nigérii. V roce 1958 Frances napsala zprávu o tropickém počasí v Singapuru, která však byla publikována až posmrtně.